# Pseudocellus spinotibialis
Pseudocellus spinotibialis är en spindeldjursart som beskrevs av Norman I. Platnick 1980. Pseudocellus spinotibialis ingår i släktet Pseudocellus och familjen Ricinoididae. Inga underarter finns listade i Catalogue of Life.